# Koloman Moullion
Koloman Moullion (* 13. Oktober 1909 in Szilberek (deutsch Ulmenau, Brestowatz), Königreich Ungarn, Österreich-Ungarn; † 16. Februar 1971 in Windsor (Ontario), Kanada) war als katholischer Priester Chefredakteur der Zeitschrift Jugendruf (1941–1944), später Vertriebenenseelsorger, Dekan sowie Päpstlicher Geheimkämmerer. Er entstammte der Volksgruppe der Donauschwaben.

## Leben
Koloman Moullions Eltern waren Matthias Moullion (* 8. Juli 1883), ein Nachkomme von Franzosen, die sich 1786 in dem Ort Brestowatz in der Batschka angesiedelt und bald als Jugoslawiendeutsche nationalisiert hatten, und dessen Ehefrau Katharina, geborene Deutschle (* 3. Juli 1885). Ihre drei Kinder ergriffen allesamt geistliche Berufe. 
1935 erhielt Koloman Moullion seine Priesterweihe. Sein bevorzugtes Arbeitsgebiet fand er in der Jugend- und Erwachsenenbildung, zu der er unter anderem eine deutschsprachige „Bücherzentrale mit Buchversand“ ins Leben rief. Als Chefredakteur (1940–1944) des seit 1938 in Prigrevica monatlich erscheinenden Organs junger deutscher Katholiken, der selbstständigen Zeitschrift Jugendruf (Auflage 8.000), nahm er Stellung gegen die dem Klerus gegenüber aggressiv auftretende Presse der nationalsozialistischen Erneuerer, obwohl er als Angehöriger der „Generation der jungen deutschen Geistlichkeit in Jugoslawien [...] zum eigenen Volkstum in einem positiven Verhältnis“ stand.  Nach der Zerschlagung Jugoslawiens im Zweiten Weltkrieg annektierte das Königreich Ungarn von 1941 bis 1944 die Batschka, wodurch das Blatt Leserschaft in Ungarn hinzugewann und in der ungarndeutschen katholischen Jugend sehr populär wurde.
Nach dem Rückzug der Wehrmacht begann in Jugoslawien die Zeit der Enteignung und Vertreibung der Deutschen Bevölkerung, während der auch Moullion in einem Lager interniert wurde. 1947 gelang ihm die Flucht über Ungarn nach Wien. Hier war er in der Vertriebenenseelsorge tätig und redigierte eine katholische Monatsschrift für seine heimatvertriebenen Landsleute.
1948 übersiedelte Moullion in das kanadische Windsor in der Provinz Ontario, wo sich donauschwäbische Auswanderer niedergelassen hatten. Hier etablierte er 1949 die St.-Michaels-Gemeinde, die bald über ein Seelsorgezentrum und die St.-Michaels-Pfarrkirche verfügte. In der Folge bot er seine seelsorgerischen Aktivitäten auch in Detroit, London und Chicago an. Bei der Gründung des St.-Michaels-Werkes 1961, einer Laienaktion in Toronto, wurde Moullion zum Regionaldekan der deutschsprachigen Seelsorge in Kanada bestellt. Papst Johannes XXIII. ernannte ihn 1962 zum päpstlichen Geheimkämmerer, als solcher wurde er mit Monsignore angesprochen.
Mouillon förderte die seit 1945 alljährlich im Juni stattfindenden Wallfahrten der donauschwäbischen Katholiken zum Augustinerkloster Marylake in King City (Ontario).
Nach seinem Tod 1971 wurde er auf dem St. Alphonsus Roman Catholic Cemetery in Windsor beigesetzt.

## Veröffentlichungen
- Als Herausgeber: Jugend vor Gott. Was wir beten und singen. Centrum, 1942.